# 20 złotych 1978 Maria Konopnicka
20 złotych 1978 Maria Konopnicka – okolicznościowa moneta dwudziestozłotowa, wprowadzona do obiegu 31 maja 1978 r. zarządzeniem z 24 maja 1978 r. (M.P. z 1978 r. nr 18, poz. 65), wycofana z dniem denominacji z 1 stycznia 1995 r., rozporządzeniem prezesa Narodowego Banku Polskiego z dnia 18 listopada 1994 r. (M.P. z 1994 r. nr 61, poz. 541).
Moneta zaliczana jest do serii tematycznej Wielcy Polacy.

## Awers
W na tej stronie monety umieszczono godło – orła bez korony, pod łapą znak mennicy w Warszawie, poniżej duże cyfry 20, pod nimi napis „ZŁOTYCH”, dookoła napis „POLSKA RZECZPOSPOLITA LUDOWA 1978”.

## Rewers
Na tej stronie monety znajduje się popiersie Marii Konopnickiej, dookoła napis „MARIA KONOPNICKA 1842–1910”.

## Nakład
Monetę bito w Mennicy Państwowej, w miedzioniklu, na krążku o średnicy 29 mm, masie 10,15 grama, z rantem ząbkowanym, w nakładzie 2 009 800 sztuk, według projektów:
- Józefa Markiewicza-Nieszcza (awers) oraz
- Ewy Olszewskiej-Borys (rewers).

## Opis
Moneta jest jedną z siedmiu dwudziestozłotówek okolicznościowych bitych w latach 1974–1980.
Jej średnica, masa, metal oraz rant są identyczne z jakimi w latach 1973–1983 bito dwudziestozłotówki powszechnego obiegu.
W latach siedemdziesiątych dwudziestego wieku monetę można było czasami spotkać w obrocie pieniężnym.
W pierwszej połowie XXI w. moneta nazywana jest czasami przez kolekcjonerów w skróconej formie „20 złotych Konopnicka”.

## Wersje próbne
Istnieje wersja tej monety należąca do serii próbnej w niklu z wypukłym napisem „PRÓBA”, wybita w nakładzie 500 sztuk oraz wersja próbna technologiczna, z wypukłym napisem „PRÓBA”, w miedzioniklu, w nakładzie 100 sztuk.
W serii monet próbnych niklowych i jako próbę technologiczną, z datą 1977 i awersem monety obiegowej 20 złotych wzór 1974 Marceli Nowotko, wybito monetę z tym samym rewersem co dwudziestozłotówka okolicznościowa z Marią Konopnicką.